# Burgstall Wahlmich
Der Burgstall Wahlmich, auch Weilerburg oder Wilerburg genannt, ist eine abgegangene mittelalterliche Höhenburg im Flurbereich Wahlmich westlich von Waldaschaff im Landkreis Aschaffenburg in Bayern. Die Burg war als vermuteter erster Stammsitz der Herren von Weiler Ursprung der Ortschaft Waldaschaff.

## Geographische Lage
Von der ehemaligen Burganlage ist oberirdisch nichts mehr erhalten. Sie befand sich etwa 1,5 Kilometer westlich der Kirche von Waldaschaff nahe dem heutigen Schloss Weiler, heute direkt südlich der Autobahn A3 neben dem Parkplatz bei 210 m ü. NN, auf der nördlichen Hangseite eines Hügels, der in früheren Zeiten als „Rückwand des Kaylberges in der Keul, führt den Namen Wilburg und ist wahrscheinlich im Bauernkrieg zerstört wurden“. Von hier aus konnte das Aschafftal in den Spessart kontrolliert werden.

## Beschreibung

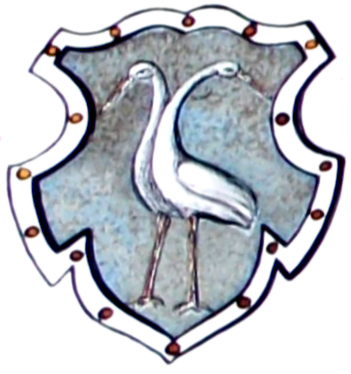
Wappen der Herren von Weiler mit dem Storch (Weyler, Weyer) (Glasmalerei der Wappenfenster im Rittersaal des Schlosses Mespelbrunn)

1286 wird es als Stammschloß der Weiler genannt, ist aber vermutlich um Jahrzehnte älter. Die Weiler waren Vasallen der Grafen von Rieneck. Die Burg stand damit ähnlich wie die gleichfalls abgegangene Burg Kugelnberg zwischen dem Aschaffenburger Territorium der Kurmainz und den Herrschaften des Spessarts, den Grafen von Rieneck und dem Bistum Würzburg und ging vermutlich in den Auseinandersetzungen Rieneck-Mainz im 13. Jahrhundert unter bzw. wurde von den Herren von Weiler später verlassen, als diese sich im nahen Weiler nach dem Deutschen Bauernkrieg einen neuen Stammsitz zum Schloss Weiler ausbauten. Das Geschlecht der Weiler starb 1655 aus. Die Besitztümer wurden schon 1648 in einem Mainzer Lehensbrief an Philipp Erwein von Schönborn verkauft. Dabei wird auch die Wahlmich (Waldburg) und der nahe Hockenhof genannt.
Der Burgstall ist ein Bodendenkmal nach der Bayerischen Denkmalliste, die auf Basis des bayerischen Denkmalschutzgesetzes vom 1. Oktober 1973 erstellt wurde.
Neuzeitliche Entnahme (bis ins beginnende 19. Jahrhundert) von Lehm in Gruben hat das Gelände weiter überformt. Ohne archäologische Untersuchung wurde eine vermutete Vorburg oder eine Burgsiedlung nordöstlich unterhalb des Burgstalls beim Ausbau der A3 vor wenigen Jahren beseitigt.

Zustand des Burgstalls vor den Ausgrabungen
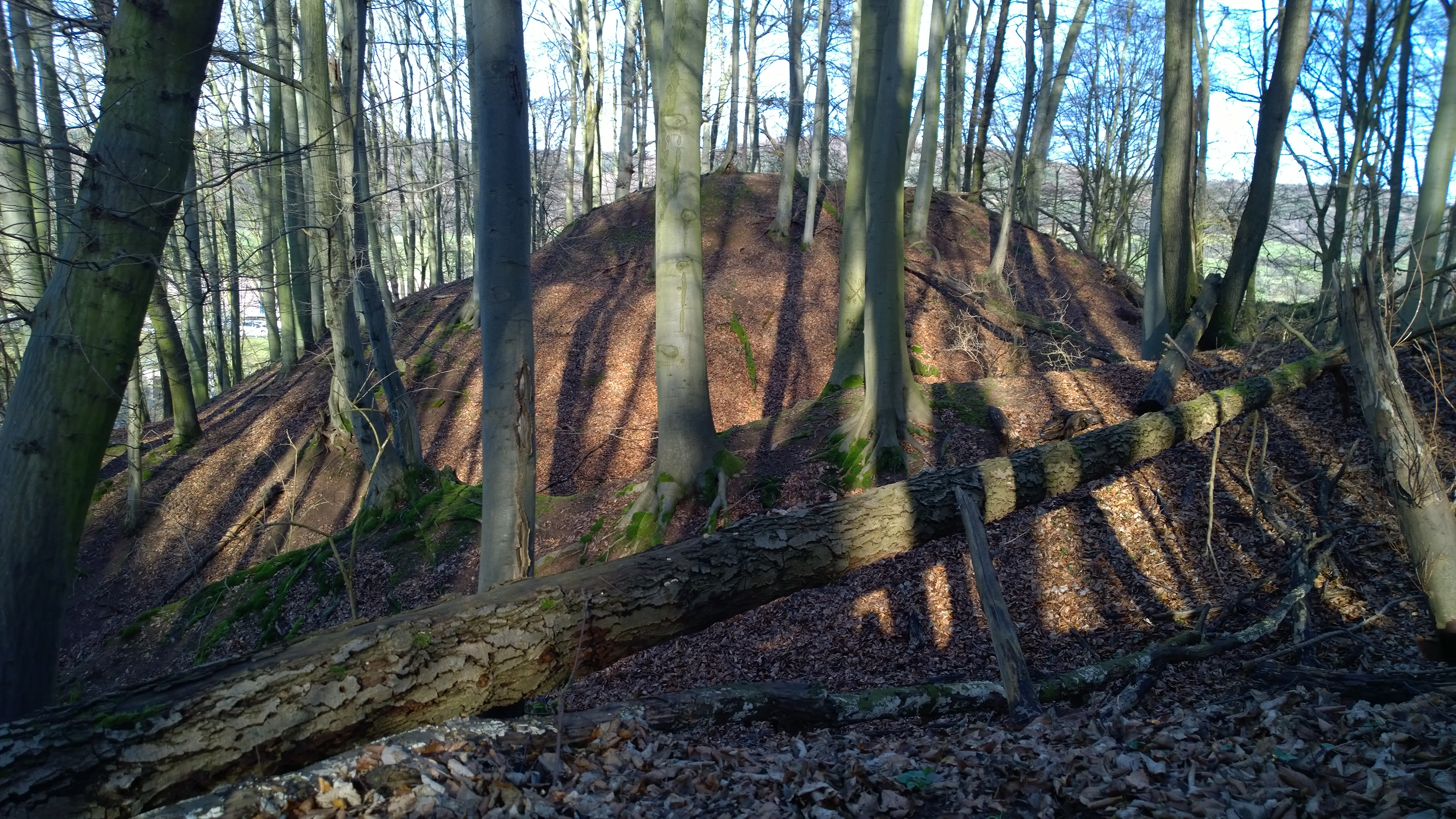
Blick auf den Burgstall Waldaschaff
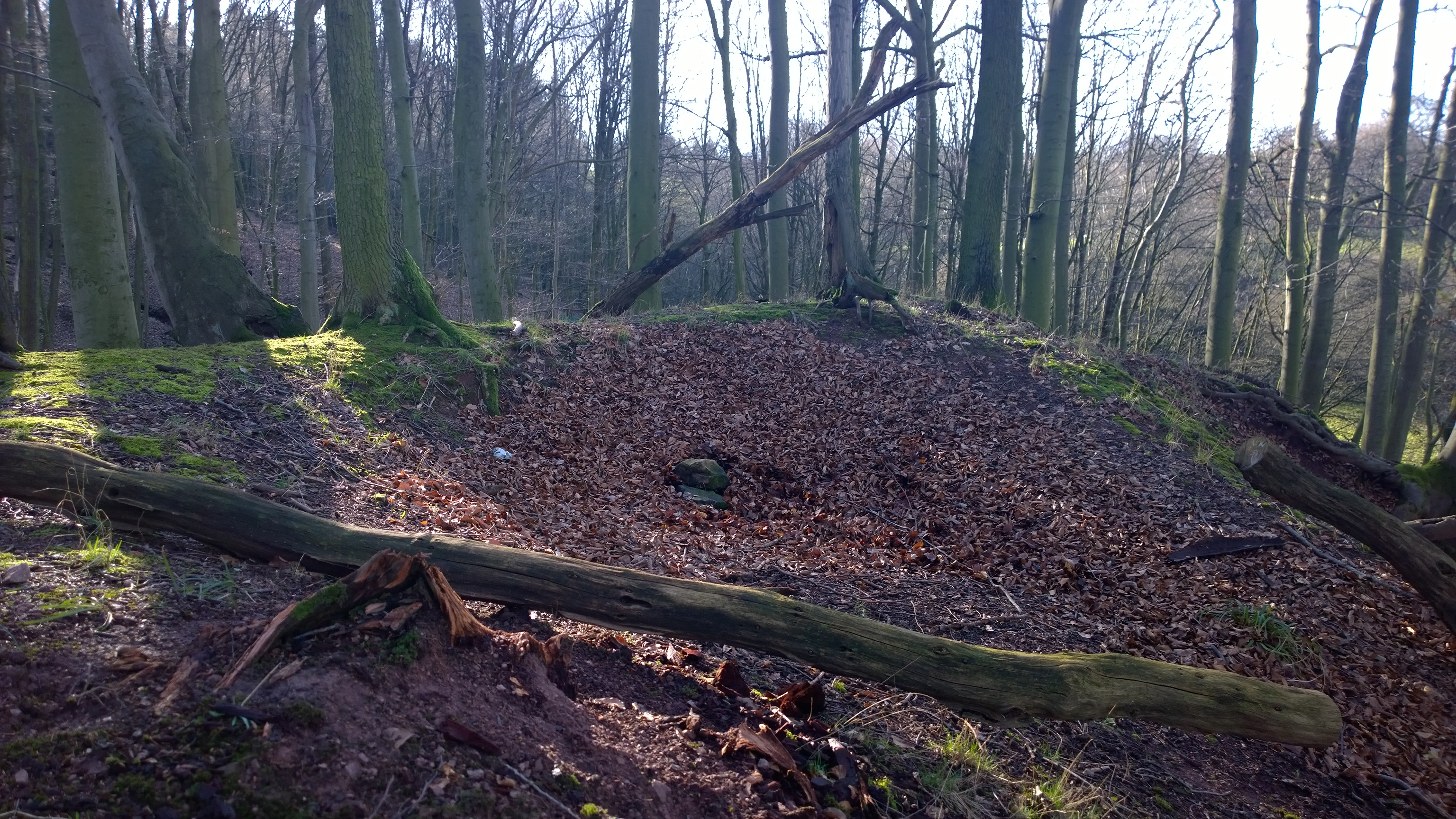
Der Burghügel in Blickrichtung Westen
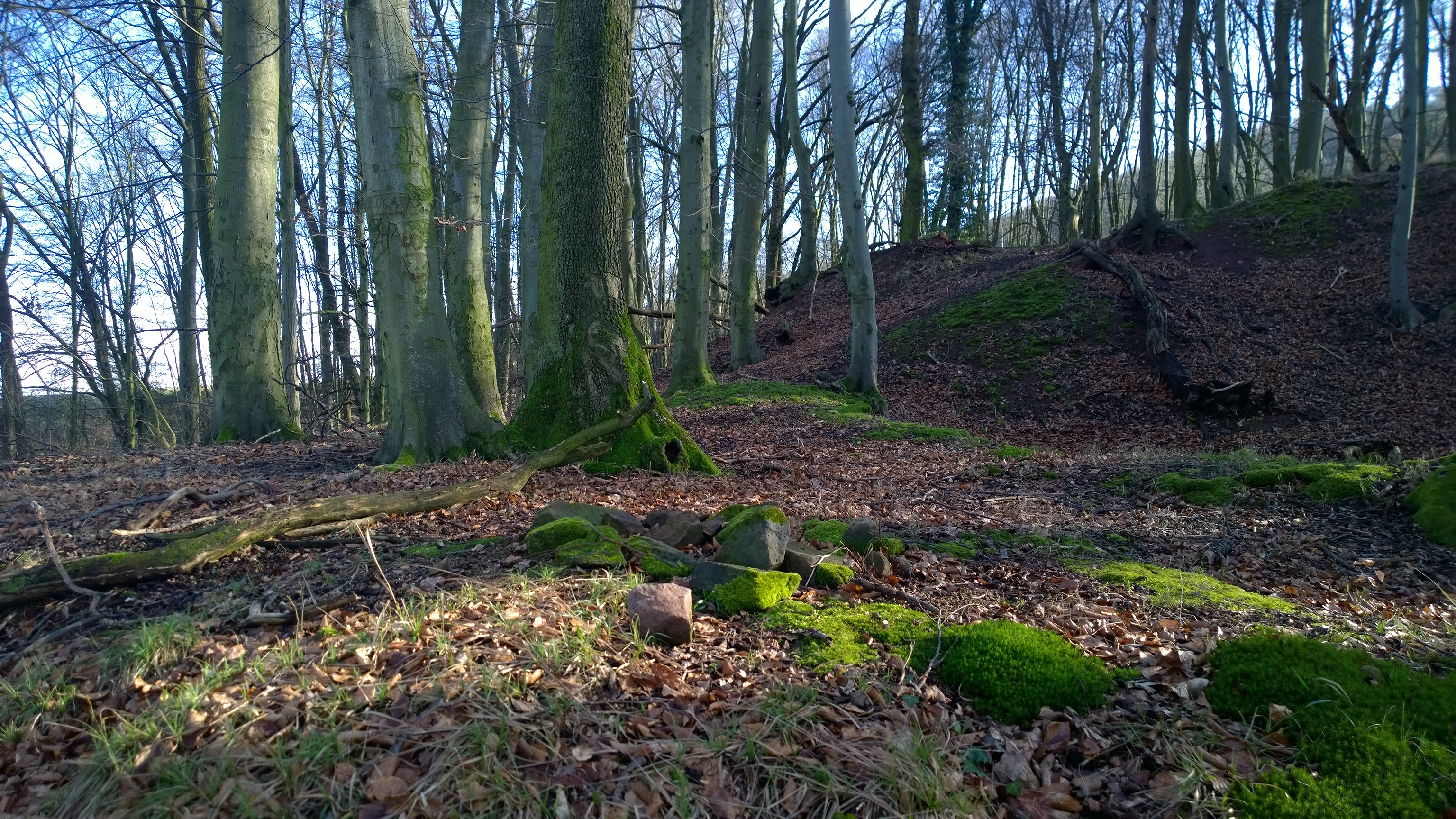
Blick von der Vorburg auf den Burghügel Richtung Süden
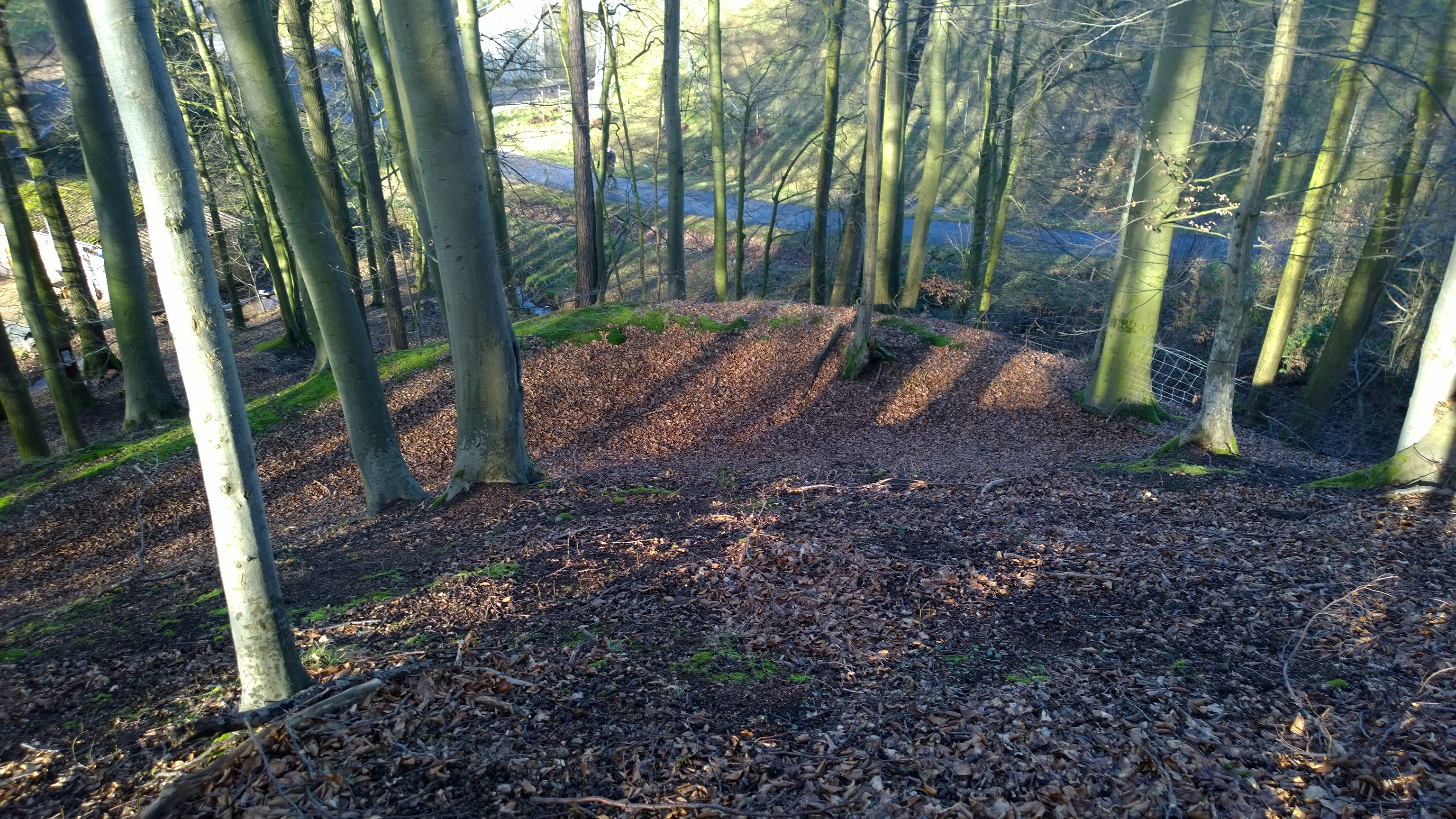
Blick von der Vorburg in den Zwinger und die verstürzten Außenmauern Richtung Norden

## Archäologische Ausgrabungen

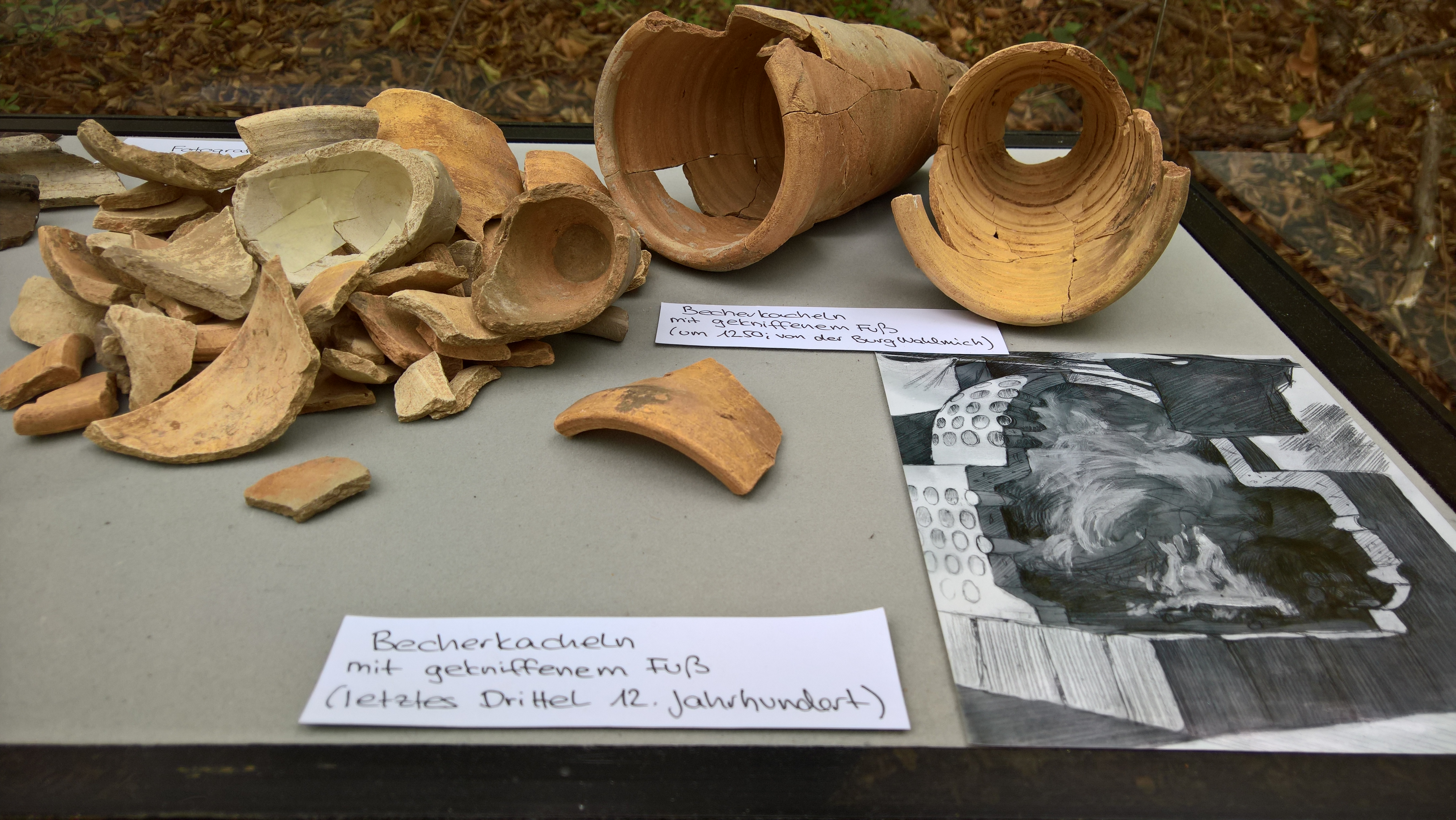
Restaurierte Becherkacheln eines Ofens von den Ausgrabungen auf der Burg Wahlmich neben Fragmenten ähnlicher Becherkacheln der Burg Kugelburg

Für den Verein für Heimatpflege in Waldaschaff e. V. ist die Erforschung der Burgstelle eines der Hauptprojekte. Ziel ist eine archäologische Ausgrabung, die neue Erkenntnisse zur Burg, ihren Besitzern und der Besiedlung des Tales liefern soll. Am 3. Mai 2016 wurde mit den Ausgrabungen auf der Wahlmich begonnen; die Arbeiten werden durch das Archäologische Spessartprojekt und interessierte Laien ausgeführt.
2016 wurde dann in sechs Grabungsschnitten weniger als 2 % der unter Denkmalschutz gestellten Fläche ergraben. Drei Grabungsschnitte wurden im zentralen und westlichen Bereich des Burgberges angelegt.
Dabei konnten ein Versturz (vermutlich Untergrabung bei der Niederlegung der Burg) in der westlichen Burgmauer, ein Keller eines Gebäudes und mehrere Mauerbereiche mit größeren Steinquadern neben einer reichen Anzahl von Fundstücken des 13. Jahrhunderts nachgewiesen werden.
Neben einer Reichsmünze (Silber-Brakteat mit Darstellung des staufischen Kaiser Friedrich I. und dem Prägeort Altenburg), filigranen Haarnadeln, einem Fürspann, vergoldeten Resten von Zaumzeug, Pfeilspitzen und Armbrustbolzen, konnten Keramik-, Tonwaren- und Ofenfragmente, z. B. reliefierte Bodenfliesen, dünne Flach- und Hohlglasfragmente – die zu den ältesten im Spessartgebiet gehören, glimmerhaltige Vorspessartware und Becherkacheln mit gekniffenem Fuß, sowie Reste einer pferdeförmigen Aquamanile gefunden werden. Ein bis auf das Holz vollständig erhaltener Bratspieß sowie Knochen und Geweihreste, die z. B. für eine Nuss einer Armbrust weiterverarbeitet wurden, konnten neben dem Kellerfundament eines Hauses, dem vermuteten Palas, ergraben werden. Einer der interessantesten Funde war ein fast vollständiger Schuhleistenkeil, in der Jungsteinzeit Teil eines Werkzeugs zur Holzbearbeitung; in der Burg fand er vermutlich seine Zweitverwendung als Donnerkeil (Blitzschutz) und war im Bereich von Gebäuden der Burg verbaut wurden. Ähnliche Artefakte fanden sich im Wohnturm der Ketzelburg und bei Ausgrabungen im Kloster Elisabethenzell.
Zwei südlichere Grabungsschnitte konnten Grundmauern der Schildmauer mit der südöstlichen Ecke freilegen, die den Burgsporn gegen den Berg sicherte. Die wenigen gefundenen Reste von Buckelquadern lassen den Schluss zu, dass nur die polygonalen Kanten der Burgmauer mit Buckelquadern versehen waren. Der südlichste Grabungsschnitt eröffnete den bis zu sechs Meter tiefen Spitzgraben, der mit umfangreichem Versturz der Schildmauer gefüllt war.
Die archäologischen Ausgrabungen zeigten eindrucksvoll, dass die Burg nicht, wie früher vermutet, nur eine Turmhügelburg, sondern eine hochmittelalterliche Höhenburg im westlichen Spessart war, die vermutlich wie mehrere Burgen im Aschaffenburger Raum im Konflikt Rieneck mit Kurmainz spätestens 1271 aufgegeben und planmäßig niedergelegt wurde.
Seit Mai 2018 wurden die Ausgrabungen fortgesetzt, um die Bereiche der Burg nach Norden zu ergraben. Dabei konnte bereits die Wehrmauer in Zügen weiter verfolgt werden, die im Nordbereich etwas über zwei Meter dick ist. Parallel wurden die meisten Teile der Ausgrabungskampagne 2016 unter einer Deckschicht wieder verfüllt, nur Teile der Burgmauer wurden zur Veranschaulichung der Größe der Burg als Ruine aufgemauert restauriert.
Die ehemalige Burganlage nimmt (gemittelt zwischen äußerem Graben und ehemaliger Ringmauer) eine ovale Fläche von etwa 2700 Quadratmetern ein, die umfassende Länge beträgt etwa 200 Meter. Der äußere Ringgraben oder Steilabfall umschließt die Burg auf einer Fläche von etwa 3800 Quadratmetern; dieser Verlauf ist heute im Gelände noch gut verfolgbar.